# Jakob Reinprecht
Jakob Reinprecht, stiški opat, † 13. januar 1626, Stična
Reinprecht je bil 37. oziroma 42. opat Cistercijanskega samostana Stična med leti 1603 in 1626. Poleg zaslug pri obnovi samostana je poznan tudi po svojem protireformacijskem delu, podpori novih gradenj ter podpori mladine.

## Življenje
Reinprecht je izhajal iz železarske družine iz Innerberga, danes na Avstrijskem Štajerskem. Imel je brata Jurija, ki je bil tudi menih in sta sprva prebivala skupaj v Cistercijanskem samostanu v Reinu pri Gradcu, ki je bil tudi stiški matični samostan. Jurij je bil kasneje opat Cistercijanskega samostana Vetrinj, pri ustoličenju za opata pa je bratoma pomagal Jurij Freysiesen, generalni vikar in opat reinskega samostana.
15. septembra 1578 je dobil red diakonata in postal reinski profes. 18. septembra 1600 je bil izvoljen za opata Cistercijanskega samostana v Kostanjevici na Krki. 11. marca 1602 ga je ljubljanski škof Tomaž Hren posvetil v duhovnika, po smrti stiškega opata Lavrencija Zupana pa je 26. decembra 1602 dobil v upravo tudi stiški samostan. Za stiškega opata je bil izvoljen 14. aprila 1603 na zasedanju, na katerem so sodelovali prior Jurij Urbančič, senior Gregorij Alexius ter patri Štefan Rupert, Gregorij Glavič, Boštjan Otava in Janez Perko ob prisostvovanju reinskega opata.
Stiški samostan se je pod Reinprechtovim opatovanjem razširil s sedmih menihov leta 1603 na petnajst menihov leta 1616, dvanajst menihov pa je v času njegovega opatovanja naredilo večne zaobljube.  19. septembra 1607 je skupaj s kranjskim vicedomom postal zapuščinski komisar za zapuščino žužemberškega župnika Antona Porente, kjer je Reinprecht uveljavljal samostanovo zapuščinsko pravico proti nezakonitemu odvzemu Porentine posesti s strani ljubljanskega škofa. 15. aprila 1608 je sodeloval na opatskih volitvah v vetrinjskem samostanu. Leta 1608 je bil vpleten v spor, ko je navkljub prepovedi s strani reinskega opata dovolil vizitacijo neredovnemu vizitatorju, papeškemu vizitatorju Salvagu. Zato je bil skupaj s kostanjevškim opatom, ki je Salvaga tudi sprejel, klican na zagovor v Rein. 1. maja 1613 je prisostvoval položitvi temeljnega kamna jezuitske cerkve sv. Jakoba v Ljubljani. Leta 1614 je skladatelj in minorit Gabrielle Puliti Reinprechtu v čast napisal glasbeno delo.  Leta 1617 ga je cesar Ferdinand II. Habsburški imenoval za tajnega svetnika. Leta 1622 je bil Reinprecht bolan, obiskal ga je Hren in namesto njega daroval pontifikalno mašo.
13. januarja 1626 je umrl po dolgotrajni obolelosti za putiko. Istega dne je kranjski vicedom po obvestilu svojega pisarja Ulrika Kohbergerja o Reinprechtovi smrti obvestil graško vlado, 20. januarja je vlado obvestil tudi reinski opat ter vladi naročil imenovanje dveh komisarjev za podelitev opatskih pravic, to pa sta 22. januarja s potrdilom postala kranjski vicedom in Jakobov brat Jurij. Reinprecht je imel putiko že več let, zaznamek o njegovi bolezni je že 1. maja 1613 zapisal Tomaž Hren. Reinprechtova grobnica leži v stiški cerkvi, levo od vhoda. 

## Delo
Poleg povečanja stiškega samostana v številu menihov je Reinprecht razširil tudi samostanu pripadajoča ozemlja in s tem prihodke. 

### Stiški samostan
Leta 1606 je znotraj kompleksa stiškega samostana desno od renesančne Lavrencijeve utrdbe zgradil Reinprechtov prizidek ter v njej uredil kapelo, prelatovo pisarno, arhiv ter prostore za goste. Objekt je danes znan kot Stara prelatura. Leta 1620 je dal obnoviti vhod ter izdelati manieristične štukature na zgornji vzhodni strani samostana, ki danes veljajo za najstarejše okrasne štukature in tudi figuralne štukature na Slovenskem. Med njegovim opatovanjem je bila od leta 1622 barokizirana prej romanska samostanska cerkev, ki jo je nato na novo leta 1625 posvetil tedanji tržaški škof Rinaldo Scarlicchio. Ladji je dal odstranil strop in jo obokal. Streho je spremenil v dvokapnico, s čimer je zgubila romansko višinsko stopnjevanje, odstranjene so bile tudi tri stranske apside. V cerkvi je zgradil še kapelo sv. Alojzija, poleg nje dogradil zakristijo ter cerkvi obnovil fasado. Za cerkev je priskrbel tudi štirinajst lesenih oltarjev, do danes se je ohranil le kip Žalostne Matere Božje. Okrog leta 1622 je dal postaviti tudi vrtni paviljon osemkotne oblike, ki je edini tak ohranjen paviljon na Slovenskem. Streha se končuje s kovinsko vetrnico, na kateri je upodobljen lokostrelec in Jakobov osebni grb.

### Arhitektura drugje
Reinprecht je financiral lesene, kamnite in štuk plastike, izvajalci pa so neznani, kvaliteta pa ni presegla obrtniško-poljudne ravni.
Leta 1611 je prezidal cerkev sv. Nikolaja na Gradišču ter ji temeljito spremenil prezbiterij, obokal ter tlakoval in postavil nov oltar sv. Ane. Po naročilu župnika Gabrijela Agnelusa je barokiziral cerkev sv. Vida v Šentvidu pri Stični, jo podaljšal ter jo obokal. Leta 1620 je ustanovil Župnijo Otočec in cerkvi sv. Petra na Otočcu podaril tri danes izgubljene oltarje. V letih 1620–21 je poskrbel za zidavo cerkve Marijinega rojstva na Trški gori, ki jo je leta 1625 posvetil tržaški škof Scarlicchio. V njenem slogu so razvidni vplivi iz tujine ter upoštevanje smernic cerkvene arhitekture s Tridentinskega koncila. Zunanjost ima bogate kamnoseške elemente in so za Dolenjsko unikatni, notranjost pa je umirjena in jo strokovna literatura označuje za eno najbolj naprednih sakralnih arhitektur zgodnjega 17. stoletja na Slovenskem.
Podprl je tudi gradnjo cerkve sv. Roka v Šentvidu, vendar je še pred položitvijo temeljnega kamna leta 1627 umrl. Verjetno je naročil tudi gradnjo cerkve sv. Tilna v Višnji Gori, vendar je bila ta izgrajena po njegovi smrti. Janez Vajkard Valvasor v svoji Slavi vojvodine Kranjske piše, da je Reinprecht obnovil tudi grad Dvor, stiški kronist Pavel Pucelj pa Reinprechta omenja tudi kot graditelja Stiškega dvorca v Ljubljani, čeprav ga je bolj verjetno le naročil.